# Glandulopleurostomella
Glandulopleurostomella es un género de foraminífero bentónico de la subfamilia Polymorphininae, de la familia Polymorphinidae, de la superfamilia Polymorphinoidea, del suborden Lagenina y del orden Lagenida. Su especie-tipo es Polymorphina subcylindrica. Su rango cronoestratigráfico abarca desde el Eoceno hasta el Pleistoceno.

## Discusión
Clasificaciones previas incluían Glandulopleurostomella en la superfamilia Nodosarioidea.

## Clasificación
Glandulopleurostomella incluye a la siguiente especie:
- Glandulopleurostomella subcylindrica †